# 滇茜树
滇茜树（学名：[Aidia yunnanensis] 错误：{{Lang}}：文本有斜体标记（帮助）），为茜草科茜树属下的一个植物种。种加词 yunnanensis 意为“云南的”。